# Thibaud d'Étampes
Thibaud d'Étampes, en latin Theobaldus Stampensis (né vers 1080 à Étampes, mort après 1120 sans doute à Oxford), est un écolâtre et théologien du début du XIIe siècle, traditionaliste et à ce titre hostile au célibat des prêtres. Il est le premier écolâtre connu d'Oxford où il est considéré sinon comme le fondateur, au moins comme le précurseur de l'université,.

## Biographie
Les grandes étapes de la vie de Thibaud d'Étampes n'ont été reconstituées qu'en 2009.
Chanoine et fils de chanoine, il a grandi à Étampes au milieu de nombreux prêtres mariés, à l'époque où se met en place la Réforme grégorienne qui impose le célibat des prêtres. Probablement formé à l'école cathédrale de Chartres, il devient, comme l'a montré Bernard Gineste, écolâtre de Saint-Martin d'Étampes et précepteur du jeune vicomte de Chartres Hugues III du Puiset. À cette époque le roi Philippe Ier, et surtout son fils aîné, le futur Louis VI le Gros, reprennent pied à Étampes, ville jusqu'alors contrôlée par les vicomtes du Puiset. Simultanément, le roi s'appuie sur les moines de Morigny, qu'il favorise au détriment des chanoines mariés d'Étampes.
C'est dans ces circonstances, alors que son jeune élève, rebelle à l'autorité royale, vient d'être capturé et emprisonné pour la deuxième fois, que Thibaud quitte en 1113 le domaine royal pour les terres anglo-normandes d’Henri Ier Beauclerc. Il fuit d'une part l'hostilité du roi Louis VI et d'autre part une terre où s'impose de plus en plus, par la force, le célibat des prêtres, et le contrôle des paroisses par les moines.
Il a pour maître l'abbé de Saint-Étienne de Caen Gilbert. 
On le trouve d'abord écolâtre à Caen, où il semble envisager de passer de là au Danemark, mais finalement c'est en Angleterre qu'il s'installe, précisément à Oxford. Il y donne son enseignement devant un public de 60 à 100 clercs : c'est le premier noyau de la future université d'Oxford.

## Œuvre et pensée
On a conservé six Lettres de Thibaud d'Étampes.

### Les lettres de Caen
Deux lettres sont écrites de Caen. 
La première est une lettre de consolation écrite à un certain Philippe, qui avait commis un écart sexuel non déterminé et subi des brimades en conséquence. Thibaud développe l'idée que les fautes de ce genre ne sont pas les plus graves, et que l'orgueil est un péché bien plus dangereux. Il donne de plus à entendre clairement que ceux qui font profession de chasteté tombent souvent dans la pédérastie. 
La deuxième lettre est adressée à une reine Marguerite qu'on croyait jusqu'alors être Marguerite d'Écosse, morte en 1093, mais Gineste a montré qu'il s'agit de Margrete Fredkulla, reine de Danemark, encore vivante en 1116 ; il remercie la reine d'une libéralité en faveur de l'abbaye aux Hommes de Caen et semble lui faire des offres de service.

### Les lettres d'Oxford
Les quatre autres lettres conservées sont écrites d'Oxford. Il paraît impossible de leur donner un ordre chronologique. 
L'une est adressée à Farrizio, abbé d'Abingdon, pour se défendre d'une accusation d'hérésie. Il s'en défend et démontre que son enseignement est orthodoxe : les enfants morts sans être baptisés vont bien en enfer. 
La deuxième lettre est adressée à l'évêque de Lincoln. C'est la plus longue et il y est démontré par l'autorité de l'Écriture et des Pères de l'Église que même le plus grand des pécheurs peut accéder au salut s'il se repent à sa dernière heure. 
La troisième est adressée à l'hérétique Roscelin de Compiègne. Cependant, la doctrine propre de Roscelin ne l'intéresse pas : il lui reproche seulement d'avoir mal parlé des fils de prêtres, et défend ces derniers en rappelant que saint Jean Baptiste en était un ; il exprime aussi une opinion extrêmement rare à ce sujet : la Vierge Marie également aurait été fille de prêtre. 
La dernière des quatre lettres d'Oxford s'en prend aux moines et leur refuse le droit de prendre la place des clercs, de percevoir les dîmes et de revêtir les charges et les dignités qui étaient jusqu'alors le monopole des clercs et des chanoines.
Cette dernière lettre, assez brève, a été l'objet d'une réponse interminable d'un moine anonyme, en partie versifiée, qui s'en prend vivement aux clercs et aux chanoines de son temps, et fait l'éloge en retour des moines, parés de toutes les vertus.

## Place dans l'histoire des idées et dans la tradition
Thibaud d'Étampes n'est pas un auteur majeur, mais c'est l'un des premiers intellectuels qui ont frayé la voie à la grande renaissance du XIIe siècle. Les principes majeurs de son enseignement sont le respect et l'exposition méthodique, autrement dit raisonnée (rationabiliter), de la doctrine de l'Église.
Sa pensée doit être resituée dans le grand débat qui agite son temps : pour ou contre la grande réforme grégorienne en cours ; pour ou contre la prise du pouvoir, au sein de l'Église, par les moines, à un moment où tous les papes sont d'anciens moines, et tentent d'imposer par la force leurs conceptions ascétiques à l'ensemble du clergé.
L'historiographie oxfordienne y a aussi souvent vu le fondateur de l'université locale, et en 1907 a été composée et jouée une saynète le présentant comme l'introducteur des lumières à Oxford, en opposition avec les forces de l'obscurantisme représentées par les moines d'Abingdon.
Il s'est, bien entendu, également attiré la sympathie de l'Église anglicane par son hostilité au célibat des prêtres, célibat qui a rencontré une grande résistance de fait dans toute l'Europe du Nord jusqu'à la fin même du Moyen Âge, tandis qu'en France catholique son œuvre a été progressivement oubliée.